# Национален съвет по водите
Националният съвет по водите, съкратено НСВ, е орган на България, съществуващ от 1985 г., който ръководи държавната политика в областта на водите и водните ресурси на страната.
До декември 1986 г. той е на пряко подчинение на Министерския съвет, след което е прехвърлен към създадения тогава Съвет по селско и горско стопанство при Министерския съвет. След закриването на ССГС през 1987 г. е на подчинение на създаденото на негово място Министерство на земеделието и горите от август 1987 до декември 1989 г. след което от декември 1989 до февруари 1990 г. както и след февруари 1990 г. НСВ продължава да бъде самостоятелен орган към Мининстерски съвет.
През 1997 г. е закрит, а дейността му е прехвърлена към Министерството на околната среда и водите.

## Председатели (1985-1990)
- Григор Стоичков- като заместник-председател на Министерския съвет за времето от 12 ноември 1985 до 21 март 1986 г.
- Иван Илиев - като заместник-председател на Министерския съвет за времето от 21 март 1986 до 25 декември 1986
- Алекси Иванов – като заместник-председател на Министерския съвет и председател на Съвета по селско и горско стопанство при Министерския съвет за времето от 25 декември 1986 до 19 август 1987 г.
- Алекси Иванов – като министър на земеделието и горите (19 август 1987- 19 декември 1988) и Секретар на постоянното присъствие на БЗНС (1 януари 1989 - 2 декември 1989) за времето от 19 август 1987 до 2 декември 1989 г.
- Надя Аспарухова - като заместник-председател на Министерския съвет за времето от 18 декември 1989 до 8 февруари 1990 г.